# 牛街河 (块择河)
牛街河，位于中国云南省东部罗平县境内，是黄泥河块择河段右岸支流。发源于罗平县马街镇鸭格塘村，向南流经铁厂、清平哨、小阿鲁（原属阿鲁乡）、小非格后转向东，经九龙镇（原牛街镇）、德等、把洪，于金鱼塘村左纳础娜河，之后转东南流，至大发贵村入块择河。河长57.3公里，落差769米，流域面积414平方公里，比降12‰。平均年径流量3.52亿立方米。流域内养蜂业发达。